# Похмілля 2: З Вегаса до Бангкока
«Похмілля-2: з Вегаса до Бангкока» (англ. The Hangover: Part II) — американська кінокомедія 2011 року, продовження фільму «Похмілля у Вегасі». Фільм режисера Тодда Філліпса з Бредлі Купером, Едом Гелмсом та Заком Галіфіанакісом у головних ролях.
Випущений американською кінокомпанією «Legendary Pictures» з бюджетом у 80 млн $. Прем'єра фільму в Північній Америці відбулася 26 травня 2011 року, а в Україні 27 травня цього ж року.

## Сюжет
Відразу після парубоцької вечірки в Лас-Вегасі, Філ, Стю, Алан, і Даг летять до Таїланду на весілля Стю. Вони вирішують не випробовувати долю вдруге, а тому в Бангкоку планують провести спокійне і безпечне святкування, проте, все йде зовсім не так.
Після бурхливої вечірки Стю виявляє, що в п'яному стані переспав із транссексуалом, який видавав себе за жінку. Тепер друзям, які теж нічого не пам'ятають, потрібно терміново зібратися з думками і, рухаючись по сліду власних вчорашніх пригод, з'ясувати, як це все сталося.

## У фільмі знімались
| У ролях          | Персонаж                                    |
| ---------------- | ------------------------------------------- |
| Бредлі Купер     | Філ Веннек                                  |
| Ед Гелмс         | Стю Прайс                                   |
| Зак Галіфіанакіс | Алан Гарнер                                 |
| Джастін Барта    | Даг Біллінгс                                |
| Кен Джонг        | Леслі Чоу                                   |
| Джефрі Тембор    | Сід Гарнер                                  |
| Джемі Чунг       | Лорен                                       |
| Брайан Каллен    | власник стрип-клубу                         |
| Мейсон Лі        | Тедді                                       |
| Пол Джаматті     | таємний співробітник правоохоронних органів |
| Майк Тайсон      | камео                                       |
| Кристал          | мавпа-наркоторговець                        |

Купер, Гелмс, Галіфіанакіс, Барта, Джонг і Тембор відомі своїми ролями з першого фільму. Майк Тайсон знову грає камео, а також виконує для фільму кавер пісні 1984 року Мюррей Геда «One Night in Bangkok».

## Татуювання
Один із героїв у стрічці має таке ж татуювання на обличчі, як і у Майка Тайсона, який зіграв камео. Це ж татуювання було використано для обкладинки фільму. Автор оригінального татуювання Тайсона С. Віктор Вітмілл не надавав дозволу на використання його роботи та подав позов за незаконне використання його малюнку. Незважаючи на те, що у Warner Brothers заявили, що це була пародія, сторони дійшли досудової згоди, умови якої не розкривалися.